# كتاب الفلاحة
كتاب الفلاحة هو أطروحة أندلسية عن الزراعة من تأليف العالم الأندلسي أبي زكريا يحيى بن محمد ابن العوام الإشبيلي، ويعتقد أنه ألفه حوالي نهاية القرن الثاني عشر الميلادي أي القرن السادس الهجري. قسم ابن العوام تأليفه على سفرين، والأول يتناول «معرفة اختيار الأرضين والزبول والمياه وصفة العمل في الغراسة والتركيب وما يتصل بذلك مما هو في معناه ولاحق به» والثاني يتناول «الزراعة وما إليها وفلاحة الحيوان».
الثورة الزراعية العربية، ما كان لها دور أساسي في انتعاش اقتصاد الأندلس وازدهار حضارته.
يعتبر كتاب الفلاحة أعظم كتاب عن الفلاحة مكتوب باللغة العربية. يجمع فيه من كل معرفته الموسوعية عن الزراعة والبستنة وتربية الحيوانات، ما يشكل مجموعة ضخمة من المقتبسات من تقاليد وطروح زراعية مسبقة.